# Дезіре Шведська
Дезіре Єлизавета Сибілла, баронеса Сільвершьольд (швед. Prinsessan Désirée Elisabeth Sibylla Silfverschiöld, нар. 2 червня 1938, Палац Хага, Сульна, Стокгольм) — шведська принцеса, третя донька принца Густава, герцога Вестерботтенського і принцеси Сибілли Саксен-Кобург-Готської. Одна з чотирьох старших сестер короля Карла XVI Густава.

## Біографія

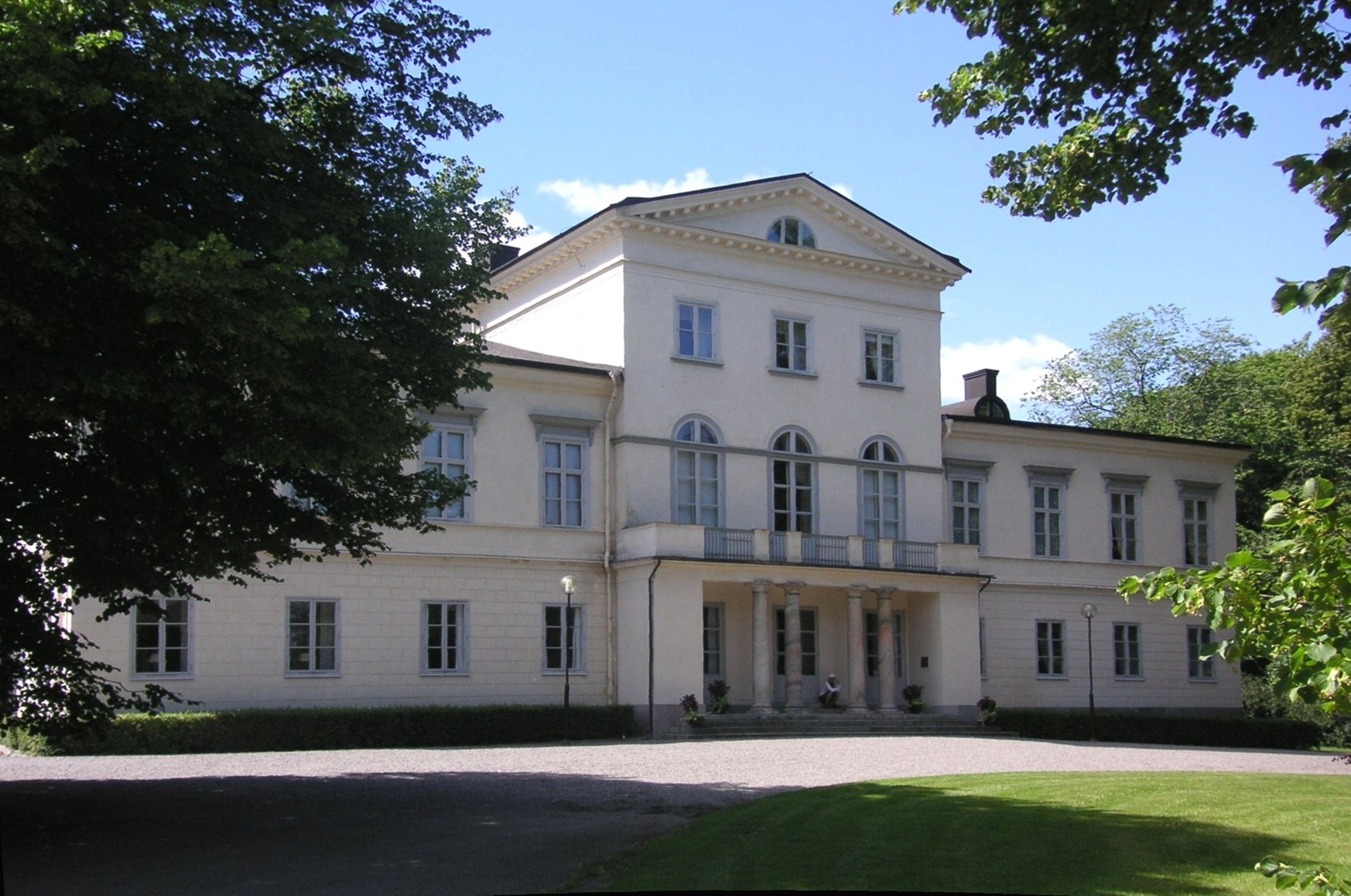
Палац Хага — парадний фасад.

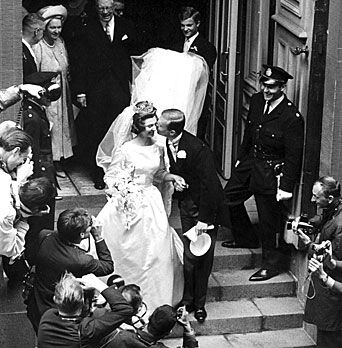
Принцеса Дезіре в день весілля.

Принцеса Дезіре Єлизавета Сибілла народилася 2 червня 1938 року в Палаці Хага в Стокгольмі. Її батьками були спадкоємець шведського трону Густав Адольф, герцог Вестерботтенський, і його дружина принцеса Сибілла Саксен-Кобург-Готська. Принцеса мала старших сестер Маргарету і Біргітту, в 1943 році у неї народилася сестра принцеса Крістіна, а в 1946 році нарешті з'явився хлопчик — Карл, майбутній король (з 1973 року) Швеції. Принцеса, як і її сестри, народилася в палаці Хага, і їх з дитинства називали принцеси Хага.
По лінії свого батька є двоюрідною сестрою датської королеви Маргрете II. У 1947 році батько принцеси загинув в авіакатастрофі ще за життя її діда і прадіда.
18 грудня 1963 року королівський двір оголосив про весілля принцеси Дезіре і шведського аристократа барона Нілса Августа Сільвершьольда (1934—2017). Він був сином барона Карла Сильвершьольда і Мадлен Бенніх. 5 червня 1963 року вони одружилися в Церкві Святого Миколая в Стокгольмі. Через весілля принцеса втратила титул «Її Королівська Високість» і після цього відома як «Принцеса Дезіре, баронеса Сільвершьольд». В подарунок від діда короля Густава VI Адольфа і королеви Луїзи вона отримала діамантову тіару.
Принцеса Дезіре після весілля проживає в замку Куберг, а також замку Госевадхольм — маєтках свого чоловіка. Бере активну участь у всіх події шведської королівської родини. Принцеса Дезіре та її чоловік іноді присутні на державних обідах і прийомах у Швеції.
Принцеса, її чоловік та їх діти були гостями на весіллі кронпринцеси Вікторії в 2010 році, а також на весіллі принцеси Мадлен в червні 2013 року. Є хрещеною матір'ю кронпринцеси Вікторії.

## Діти

Герб принцеси Дезіре в 1938—1965.

У шлюбі народилося троє дітей, які не можуть успадкувати корону Швеції:
- Карл Отто Едмунд, барон Сільвершьольд (нар.. 1965) — у 2005 році одружився з Марією Фредрікссон (нар.. 1965);
- Крістіна Луїза Єва Мадлен, баронеса Сільвершьольд (нар.. 1966) — дружина барона Ганса де Гейєр аф Фінспонга (нар.. 1963). Їх син Ян де Гейєр був одним з пажів на весіллі кронпринцеси Вікторії Шведської[4];
- Єлена Інгеборга Сибілла, баронеса Сільвершьольд (нар.. 1968) — була однією з подружок нареченої на весіллі короля Карла XVI Густава та королеви Сільвії в 1976 році, а також на весіллі принца Бертіля і Ліліан Девіс в 1977 році.

## Нагороди
- Дама Ордену Серафимів (Швеція)[5];
- Королівський сімейний орден короля Карла XVI Густава (1973);
- Ювілейна медаль Його Величності короля Карла XVI Густава (30 квітня 1996);
- Пам'ятна медаль Діамантового ювілею короля Карла XVI Густава (15 вересня 2013)[6];
- Пам'ятна медаль до 70-річчя короля Швеції Карла XVI Густава (30 квітня 2016)
- Великий хрест Ордена Святого Олафа (1992);
- Великий хрест Ордена корони Дорогоцінні (2000)[7];